# ライフアフター
ライフアフター（英：LifeAfter）は、NetEase Gamesが開発し、運営する終末オープンワールドサバイバルゲームで、リアルなゾンビ世界サバイバルを再現し、アイテムを取得して敵の襲撃に備え、色々な遊び方が可能なコンピューターゲーム。
2019年4月18日日本で配信をはじめ、2019年4月22日にAndroid版が配信された。基本プレイは無料だが、アイテム課金が存在する。

## 沿革
2019年
- 3月20日 -日本での事前登録開始[1]
- 3月29日 -日本で事前登録15万人を突破[2]
- 4月10日 - 日本で事前登録30万人を突破[3]
- 4月18日 - 日本でiOS版の正式配信開始[4]
- 4月22日 - 日本でAndroid版の正式配信開始[5]
- 5月 - 新マップ赤杉町を実装。[6]西部世界に出て荒野を駆け巡り新たな探索を見つけ！
- 7月18日-チェルノブイリ立入禁止区域公式認定経営ユニットが提供した史実資料を基に、「放射高校—教団第三大学」を実装[7]
- 11月 - 「ライフアフターシーズン２」がスタート。初の大型都市「レイヴン市」を初実装。[8]

2020年
- 5月 - 火山テーマの新マップ“聖ローナ市”が実装。焼けるように熱い火山の絶境を乗り越えろ！
- 8月 - 「ライフアフター」と「バイオハザード」のコラボ第1弾がスタート。恐怖の悪夢から生き残れ！
- 11月 - 「ライフアフターシーズン３」スタート。世界を一体化するシームレスマップを実装。これからの『ライフアフター』は「終末オープンワールドサバイバルゲーム」として生まれ変わる。[9]
- 12月 - 「ライフアフター」と「バイオハザード」のコラボ第2弾スタート。いよいよ最終決戦、悪夢を終わらせよう！

2021年
- 2月 - 「要塞決戦」を実装。毎日トーナメント戦が行われ、最後まで勝ち残って所属サーバーに勝利を届けよう。[10]
- 2月 - 「ライフアフター」×「攻殻機動隊 SAC_2045」のコラボ第1弾が開始。屈指の義体使いが登場。[10]
- 4月 -「ライフアフター」×「進撃の巨人」のコラボが開始。生きて、奴らを駆逐してやる！[11]
- 5月 - 映画『ゴジラvsコング』のコラボ第1弾が開始。終末でも地上最強を決めろ！[12]
- 8月 - 大型アップデート「混屍者」がリリース。人間とゾンビの間にある全く新しい生き方で終末世界を体感せよ。[13]
- 11月7日 - 「ライフアフターシーズン4」がスタート。[14]

### 背景
危機に瀕した終末世界で、一部の人間は安全な場所に避難し、多くのサバイバーが、危険な場所に取り残されている。残りの人たちはこの不毛の世界で生き延び、あらゆる危険な感染体と戦わなければならない。 生き残って資源を獲得するために、互いに気を配り、自分の手にて野営地を立てる必要がある。成功するための唯一の秘訣は、手を組み合うということだ。
※『ライフアフター』の世界観、ストーリー、キャラクターのシナリオはフィクションです。実在する人物及び団体とは一切関係ありません。
『ライフアフター』は、ウイルスが蔓延る終末世界を生き抜いていくサバイバルオンラインゲームで[1]、感染体が徘徊する街、社会秩序の崩壊、空腹と寒さで疲労困ぱいといった過酷な環境で、生き延びるためにさまざまな策を講じることになる。リアルなグラフィックで、ゲームプレイは建築・採集・シュッティングとコミュニケーションを組み合わせ、リアルさとゲーム性を両立させる。

### プレイヤーレベル
「採集」「製作」「戦闘」の3つのレベルがあり、上限があり、荘園をレベルアップすることで上げることができる。
採集レベルアップ条件：木、石、麻の資源を採集することで達成される。
製作レベルアップ条件：アイテムや小道具をクラフトすることで達成される。
戦闘レベルアップ条件：武器を使い、するすることで達成される。

#### 荘園レベル
最初の荘園レベルは1、採集、製作、戦闘の熟練度が一定レベルに達すると、荘園コントローラーからレベルアップできる。荘園レベルアップと熟練度レベルの上限が開放され、新たな製法書や建築システムが開放される。

#### 野営地
自分だけの野営地を作ること、他の野営地に参加すること両方ができる。
野営地の最大人数を増やし、製法書やNPCが販売するアイテムの数を増やしましよう。野営地に所属すれば、野営地で開催されるイベントやクエストに参加しつつ、メンバー全員で力を合わせて目標を達成するという一体感が生まれる。協力プレイはライフアフターの醍醐味のひとつだ。またレベルを上げる続ければ2人で野営地に住むことができる。

#### 職業紹介
専門職業は現在合計12種類。プレイヤーは採集レベル10になると、プレイヤーはハッピー101の案内所2Fまたは野営地市役所1FでNPCジェシカを探し、専用NPCのジェシカに話しかけ、専門職への転職が可能となる。それぞれに用意された新たなスキルを取得できるようになる。
| 伐採職人     | 資格取得後、天賦を習得すれば豊富木を伐採でき、伐採速度も向上する。専門格上げ後、樹木物資のCR率が上昇し、専門限定のサブ物資が獲得可能。 |
| 採掘職人     | 資格取得後、天賦を習得すれば豊富鉱脈を採掘でき、採掘速度も向上する。専門格上げ後には鉱物物資のCR率が向上し、専門限定のサブ物資が獲得可能。 |
| 麻摘み職人   | 資格取得後、天賦を習得すれば麻類豊富農作物を採集でき、採集速度も向上する。専門格上げ後、麻類物資のCR率が上昇し、専門限定のサブ物資が獲得可能。 |
| 探宝者       | 資格取得後、天賦習得で即時製作機能から基礎探索チップが作れ、地下の宝物を採掘できる。専門格上げ後、宝物復元を実施する際に、より上級の宝物を獲得する確率がアップ。 |
| 武器職人     | 資格認定後、天賦習得により専属装備火炎瓶の制作や、武器修理で消耗する堅固値を軽減できる。格上げ後には一定の確率で多くの半製品を獲得できたり、UMP9のクラシック塗装を開放したり、専門限定半製品・鋼パイプを製作したり、弾丸箱容量をあげたりする。                                 |
| アーマー職人 | 資格認定後、天賦習得により専門限定リュックウエアの制作や、アーマー修理で消耗する堅固値を軽減できる。格上げ後には一定の確率で多くの半製品を獲得でき、専門限定衣装・パンクジャケットや専門限定半製品・革を開放し、Lv4の拡張材が製作可能。                                        |
| 家具職人     | 資格取得後、天賦習得で専門限定の高級化学肥料を製作でき、乗換駅関連の消耗が軽減。格上げ後、建築半製品を追加獲得できる確率が上昇し、限定装備の携帯用地雷・限定家具・建築塗料が開放され、野外で宝箱開放時追加アイテムを獲得可能。                                                 |
| ライフル職人 | 資格取得後、天賦を習得すればライフル系銃器の与ダメージが向上。専門格上げ後、建物への破壊力が増加し、プレイヤーを撃破後に与ダメージがアップ、薬品による回復効果も向上し、敵に命中すると後遺障害を与えられる。                                                                   |
| 狙撃兵       | 資格取得後、天賦習得で狙撃銃ダメージ上昇、兵士からより多くの戦利品を獲得可能。格上げ後、敵の位置をマークでき、低HPの敵への与ダメージが上昇。ヘッドショットされた敵ユニットはぼやけ状態になる。スナイプモードの酸素消耗軽減。                                                   |
| 戦士         | 資格取得後、天賦習得で冷兵器のダメージと受け流し率が上昇し、冷兵器使用時消耗する気力値が確率でゼロになる。格上げ後、正面からの受ダメージが軽減。肉料理によるHP回復が増加。一発目の攻撃は確率で敵を吹き飛ばし、重傷状態でのカウントダウンの速度が遅くなる。                     |
| ウイルス学者 | 人類専属職業。資格取得後、天賦を習得すれば感染者のドロップする感染素材が多くなり、製作できる血清の数も多くなる。専門格上げ後、ウイルスダメージに関する天賦スキルが開放され、より高いウイルスダメージを与えられる。同時にもっと効率よく拡散器を使ってパーティをサポートできる。 |
| 胞子ハンター | 人間以外ではもう一つの陣営専用職業。資格取得後、天賦習得で胞子のドロップ率がアップする。格上げ後、胞子弾で敵を弱体化でき、且つ専門限定の胞子がドロップする。ドロップする胞子の効果も強化され、パーティをサポートできる。                                                       |
| 方舟騎士     | PVP・PVEどちらにも長けており、コアと共鳴して射撃強化が可能。自身の移動・射撃速度バフや味方周囲への戦闘バフ・相手へのデバフ効果など様々あり、味方へのサポート役としても活躍できる。                                                                                             |

プレイヤーの採集レベルが20/30/48/60/70/80/90/100/110
になると、ハッピー101/ハッピー101の案内所2Fまたは野営地市役所1Fで専用NPCのジェシカに話しかけ、混沌の城で蘇生花冠を見つけて専門格上げることが可能。

### マップ紹介
| ハッピー101      | "ハッピー101 “は、貿易連盟のフォーチュン・プロジェクトの支援を受けて設立された避難所。クラウン山脈の資源を測定して黒漆半島の宝「黒漆油」を活用することだけでなく、貿易を通じて帝国の国境を和らげる役割も担っている。 武力行使以外、文化からの浸透は、他の国や勢力、組織などを同化させ、引きつける有効な手段の1つだという。 「一日生きると一日稼げる」の世界で、快楽主義文化は最高。サバイバーは避難所に足を踏み入れた瞬間、カラフルな風船、きれいな道、明るい色の建物、どこでもある商店と自動販売機、ピエロショーなどのイベント...「ここは、本当に終末世界なのか？」 |
| シエルタウン郊外 | 資源が乏しいシエルタウン交戦区域の郊外 |
| 青空麦畑         | 人々は、焼け跡の再建や植樹を行い、いつか青空が憂いと苦しみを吹き飛ばしてくれると信じている。 |
| 秋の森林         | ドベ雪山の端、ハッピー101と遠星704の2つの野営地の間に位置するこの秋の森林には、広大な紅葉の森が広がっている。 梢から差し込む陽光が、生い茂る草を金と赤の美しい色合いで染め上げ、美しい森の風景を作り出している。 遠星704に裏切られた後、この町は廃墟となった。なので、感染者を鎮める力がない。 サバイバーたちは、秋の森林を抜けてハッピー101避難所に集まり、「金の洞窟」で夢うつつに日々を暮らしている。 秋の森林はサバイバーを守るための「緩衝地帯」だ。夜になると、美しい森は生活禁止区域となり、く感染者が現れ、あえてそこに留まるサバイバーを襲う。 避難する時間がない人は、森に点在する小屋を探し、夜に押し寄せるゾンビの群れから生き延びなければならない。 |
| サマーレイン道路 | エリア全体に1本の道路が貫いていて、途中には廃棄された車がたくさん停まっている。 |
| 亜述丘陵         | 長く続くたくさんの低い丘で形成されており、地形の起伏はあまりない。 |
| ミスカ大学       | かつて無数の生徒を迎えた校舎は朽ち果て、散乱した本や書類には震災発生当時のパニックと無力感が記録されている。多くの恋人たちの甘いシーンを目撃した石の噴水は、今は乾いて割れ、自然の浸食が静かに荒廃を語っている。ゴシック様式の尖塔のある図書館も、知識と文明を記録した本も至る所で朽ち果てている。 このキャンパスのいたるところで見られるつる植物、草、コケは、象牙の塔から引き継いで、新しい主人となっている。 日中は感染者が本当に現れないという情報が広まり、多くのサバイバーがこの難民キャンプに押し寄せた。 しかし、どんなに多くのサバイバーが来ても、難民キャンプが過密状態になることはないということ。 同時に、ミスカ大学内、夜が来る時、死体の波もやってくる... |
| 銀翼基地         | 封鎖されたエリア、たくさんの感染者に占領されている。 |
| 遠星城           | 「ハッピー101」避難所は、権力と財力を持つ人たちに、厳しい現実世界から離れる場所を提供する。 帝国の膨張を食い止めるために貿易連盟の援助で設立された「遠星域都市」も、かつてはサバイバーのための避難所であった。 巨大観覧車、崩れかけたメリーゴーランド、雑草に埋もれたチケット売り場......。 昔の遊園地の跡地に作られたこの町は、色鮮やかで子供心をくすぐる乗り物で、震災を忘れ、痛みを癒すには最適の場所だった。 しかし、遠星城全体が帝国に裏切ってしまった。貿易連盟は、国境で帝国と対決するつもりで、ハッピー101の野営地を確保するために援兵した。そこでこの昔からの避難所は、いまや "無法地帯 "と変化している。 物資がたくさん残っている。 もし優秀でたまたまお金がないのなら、ここに来て運試しをすればいい、もちろん自己責任でね。 |
| シエルタウン     | 昔の時代、シエルタウンは、貿易連盟の前哨基地といった「永遠404」野営地があり、レイヴン市の隣であることで、連盟は攻撃を仕掛ける危険はないと考えた。 しかし、突如発生した「感染者」の影響で、この地域は消え去った。「永遠404」避難所は歴史的用語として残り、連盟軍の北上計画も廃れた。 この地域に残された膨大な物資は、ウェストピッカーたちが感染者に怖がっても回収・利用することを必ず行う。 また、帝国の原子力発電所はここからそう遠くないところにあり、同じように膨大な資源が存在する。 死ぬか生きるか、チャンスがあるので一回試してみよう。終末世界の人々は、わずかな希望の光にしがみつくだろう。 |
| アッシリア草原   | 生い茂った雑草がエリア全体を覆っている。 |
| ウズ鉱山         | 豊富な鉱物を採集できる。 |
| レイヴン市       | 人間は都市に戻る。 サバイバーは特大のマップを探索し、感染者に変身して人間に対抗することも可能です。 発電所、病院、スーパー ------ 指揮官、チェーンソー庭師、病院長 ------ 人類に脅威を与える新種の感染者たち。 レイヴン市のダンジョンには、レー イヴン市体育館、発電所、英雄公園、万国ホテル、レイヴン市病院、レイヴン市鉄道駅、コントロールビルの7つがある。 |
| ホープバレー     | ここはもともとレイヴンの郊外にある谷底で、レイヴン市民が週末にのんびり過ごすのに最適な場所だった。 感染戦争が起きると、レイヴン市は最も大きな被害を受けた。軍はレイヴン市の救出作戦を準備するために動き出した。 しかし、「感染者ばかりで、生存者がいない」という状況で、本来なら難しいはずの救出作戦が驚くほど簡単になった。軍隊は、街の出入り口を破壊し、移動の可能性をすべて断ち切るとの対応をする。 過去に「希望の谷」と呼ばれるところは、その後、「死者の町」と呼ばれるようになった。 この谷は、夜になると、奇妙な生き物のヒスノイズがしばしば発生し、その音を知る者はいなかった。 |
| ドベ雪山         | 何千キロにもわたって凍りついた高山や雪原は、長い間、生命の立ち入りを禁じ、勇者たちの冒険の温床となってきました。 しかし、ある日、危機が訪れる。生き残るチャンスを得るために、あなたはまだ、このかつて危険だった場所に行くことを拒むのでしょうか？ 帝国は生産されるすべての資源を支配しようと、雪山に軍隊を送り込んでいる。方舟科学会は貿易連盟を頼って山の麓に駐留し、先端技術と引き換えに、旧世界から耐寒植物のデータを取り寄せている -そしてこのデータにどんな秘密が隠されているかは技術評議会を除いて誰も知らない。 |
| 極地氷原         | 地面が氷雪に覆われ、表面は平坦で、少量の岩が確認できる。 |
| 白木の高地       | 鉱物資源が豊富なこの雪山を、二大勢力は制覇しようとしてきた。 丈夫な針葉樹と頑強な草の間に、人間が出現した。 テント、暖炉、キャンプファイヤーなど文明の痕跡も徐々に雪山に浸透し、この絶望的な風景を開拓してきたサバイバーの足跡を刻んでいる。 しかし、一夜にして感染者の波が押し寄せ、永遠404を血祭りに上げ、同盟軍の前線基地を殺戮した。 その波がどこから来たのか誰も知らないが、その後、高台に帝国軍兵士がどんどん現れ、「帝国の波」という噂が立つようになった。 サバイバーの多くにとって、誰が誰を滅ぼしたかは問題ではなく、文明が滅び、死者が溢れる終末世界で生き残ったことが重要なのだ。 だから、永遠404避難所に残された物資は被災者に人気がある。行き止まりだが、満腹になって帰ってこられる可能性もあるし、何度か食事もできる。 だから、この高地へ向かうことを誰も止めない。ただひとつ、覚えておいてほしいのは、「防寒対策が大切だ」ということだ。        |
| レイヴン曙区     | レイヴン曙区は貿易連盟、科学会、帝国、教会の4大勢力に分かれており、それ以外の地域には感染者が点在している。 好感度レベルが高いほど、そのパワーで販売する商品の割引幅が大きくなる。 クエストを受ける際、プレイヤーはNPCとクエストの報酬を交換することができる。 勢力の好感度やNPCからの嫌悪度によって、プレイヤーは入札額を上げ下げしている。また、NPCと商品を取引する際にも、同じく操作が可能だ。 さらに、レイヴン曙区では、NPCとの挑戦やプレイヤー同士の1対1の決闘も可能で、チケットの半券で他のプレイヤーが賭けを行うなど、プレイヤーの社交性をより高めることができる。 レイヴン曙区のダンジョン：「漆黒の牢獄」「メロヴィクス古城」「大劇場」。 |
| 大河エリア       | 現在では原住民と少数の難民の居住地となっており、外部の人間に対して非常に警戒心を抱いている。 |
| 狼狩り野原       | 常に野生の狼が出没している。武器物資が豊富になっていくにつれ、ここで狼ハンティングをする人も増えている。 |
| ミスカタウン     | かつての富裕層居住エリアが今や難民の居住地か、散々なもんだ。 |
| ツインロード市   | 両サイドに帝国駐軍が見張っていて、中には大量の感染者がいる。 |
| 鬼影山           | 著名な刑務所「ベドイン」の所在地。ほとんどは普通の山と変わりはないが、たまに怪しい黒影が見えることがある。 |
| ライツ港         | 廃棄された海島、一部の特徴のある建物はまだ完全に保存されている。 |
| 赤杉町           | 西大陸地域と北大陸地域の間に位置し、中央を鉄道で切断されている。 かつて奴隷所有者の象徴であったこの地は、奴隷解放運動後、ゴルフリゾートとなった。 強盗と賞金稼ぎが決闘する混沌とした街並みは、西部の町の観光区に変貌した。赤杉町は、常に歴史的な争いの中にあったようだ。そして今、ここにいるサバイバーは、その争いから逃れていない。 |
| サントパーニ     | サントパーニ海島は、さまざまな島や海中にある資源が非常に豊富な海島だ。 しかし、事故が起こり、帝国はドベ雪山に移り、海島は危機的状況に陥った。 昔の遊びのメッカで、今は荒廃しているが、美しい景色が残っている。 しかし、その美しさの裏には、もっと危険なことが隠されている。 |
| 沼地辺境         | 沼地エリアの界隈、他のエリアとの境目。 |
| モス沼地         | 無音の湖は、もともと湖だったのが、なぜか沼地になった。 山谷、密林、沼地からなり、そこには危険でユニークなさまざまな生物が生息している。 夜になると、空気中に感染気体が充満し、徐々に体を侵食していくので、生き残るためには気をつけるしかない。 不思議なのは、ここの人たちは一種の宗教を信仰しているようで、感染者でも礼拝の行為を行ってる。 この謎を解くには、箱を開けて秘密を探る者だけが、真実を知る資格を得て、正体に出会うためには、それを公にしないことを約束しなければならないと言われている。 |
| ローレンス港     | 廃棄された港湾エリアには、大量の感染者がいる。 |
| 残垣ゴビ         | 悪天候で、物資は欠乏。来る者はごく稀にしかいない。 |
| 荒野フィールド   | 地形は平坦で、周囲は見渡す限り果てしなく、砂石以外何もないようだ。 |
| 砂石の城         | 黒漆半島の南に位置する砂漠地帯は、かつて「黒漆」である油が豊富に採れる旧世界の砂漠の宝石と呼ばれていた。 感染戦争が勃発した時代、黒漆半島のいくつかの国は内部で結束し、外部との連絡を絶ち、鎖国政策をとって、内部財源で危機を乗り切ろうとした。 この未曾有のグローバリゼーションの危機には、サバイバーが残されていない。 ISRの偵察によると、黒く塗られた半島の国々は内側から滅び、閉鎖のために作られた高い直立の壁だけが残されている。 新世界以来、貿易連盟は「豊穣の計画」の一環として、黒漆半島の石油にアクセスして産業を復興させたいという。 101の位置も貿易連盟の黒漆半島進出への意思を反映したものだ。 しかし、101の商隊が黒漆半島の資源情報を入手する以前は、砂石の城で調査する商隊が頻繁に強盗に遭っていた。 目撃者によると、賊は連盟傭兵のような装備と活動をしていたそうだ。 これに対し、101人の商隊は、砂石の城に多くの部下を送り込み、調査を始めた。 |
| 静寂平原         | 地形は起伏がほぼなく、物資の採集が便利だ。 |
| 聖ローナ市       | レイヴン市南方郊外には、昔の世界の人々に無限の楽しみをもたらした有名な天然温泉地が存在する。震災後、人類の望みは生きることだけとなり、再びこの地に足を踏み入れる者はいない。 しかし、この暑い場所は、一見休火山に見えるという「贈り物」を私たちに残してくれた。 天候の変化が平穏を打ち破り、明日の大陸が危うくなる。 レイヴンの郊外の南に現れた火山が天変地異を起こし、新たな敵を連れてきた。 溶岩が流れ込み、モンスターが暴れまわるという未曾有の危機に直面し、私たちは選択を迫られている。 この地図は、イタリアの都市ポンペイをモチーフにした。 |
| カテ林地         | 緑豊かな森林と芝生。 |
| 赤水湖           | かつて湖の底に赤い水が流れたことがあるが、いまだにその原因は解明されていない。 |
| グリズリー山     | 心地よい天候で、グリズリーに最適な生息地。くれぐれも気をつけよう！ |
| ヴィーナスキー場 | 目の前一面には厚い積雪、太陽光の下とても綺麗。 |
| クリスマス村     | ここにはサンタに会った事がある人がいるらしい。昔はクリスマス期間に一番雰囲気のある場所だった。 |
| レイヴン市近郊   | レイヴン市の郊外に隣接し、レイヴン市のほとんどの工業的な需要を満たしている。 |
| 旧港高校         | 旧港にあるノブイリカレッジは、200階を超えるビルだ。 サバイバーは、この未知の校舎をリフトで探索する しかし、核放射線などから汚染されているため、サバイバーが単独で行く場合は、影に潜む感染者だけでなく、自分のレントゲン値にも気をつけなければならない。 ノブイリカレッジの教学棟は、迷路のような複雑な構造で、階数も多い。 雑然とした学生の教室、崩壊した図書館、廃墟となった研究室、恐ろしいモンスターが潜む階段講堂と屋内バスケットコート......。 もしかしたら次の角を曲がったところで、制服を着た感染者に遭遇するかもしれない。もうひとつの扉を開けると、ここに潜む恐ろしいモンスターに警告を発する。 |
| レイヴン市郊外   | 数ヶ月に及ぶレイヴンの清掃作業の後、ようやくかつての姿を垣間見ることができ、サバイバーの勇気と大胆不敵さに感謝し、賞賛する。 さらに朗報は、科学会が野営地の晶粒平原の東側に鉄道の廃駅を発見し、そこからレイヴン市郊外に直行できる可能性が出てきた。 野営地が立てたレイヴン大移動計画は4つのステップに分けられている： 募集、建設、戦闘、競売。 競売ステップでは、野営地メンバーは2人で6席の荘園で競売することができる。 ダブル荘園の使用権を得た市民は即刻入居することができ、久しぶりの都市生活を楽しむことができる。 |